# Phylis Smith
Phylis Smith, född den 29 september 1965, är en brittisk före detta friidrottare som tävlade i kortdistanslöpning.
Smith tävlade huvudsakligen på 400 meter och hennes främsta merit är bronsmedaljen vid EM 1994. Vidare blev hon åtta vid Olympiska sommarspelen 1992. 
Som en del av brittiska stafettlag på 4 x 400 meter blev hon bronsmedaljör vid OS 1992 och vid VM 1993.

## Personliga rekord
- 400 meter - 50,87 från 1992